# パラダイム (eufoniusの曲)
「パラダイム」は、eufoniusの16枚目のシングル。2012年7月18日にスターチャイルドから発売された。

## 概要
前作「プリズム・サイン」から約5ヶ月ぶりのリリースであり、2012年2作目のシングル。
表題曲「パラダイム」は、テレビアニメ『ココロコネクト』のオープニングテーマに起用された。シングル表題曲がテレビアニメの主題歌に起用されるのは、13枚目のシングル「比翼の羽根」以来3作ぶりだったが、リリースされたBD&DVDでは収録から外され堀下さゆりの「キモチシグナル」に差し替えられた。
カップリング曲の「future indications」は、PSPゲーム『ココロコネクト ヨチランダム』の主題歌に起用される予定だったがこちらも見送られている。
ディスクジャケットには、表題曲「パラダイム」が起用されたテレビアニメ『ココロコネクト』に登場するキャラクターである永瀬伊織、稲葉姫子、桐山唯が描かれている。イラストは同アニメのアニメーション制作を手掛けるSILVER LINK.による描き下ろし。
2012年6月24日にWinPaで開催された『「ココロコネクト」先行上映イベント』で公の場での初歌唱披露が行われた。
eufoniusはこの作品を最後にスターチャイルド（キングレコード）から発売することはなくなった。

## チャート成績
2012年7月30日付のオリコン週間シングルチャートで23位を獲得。初動売上は0.3万枚を記録した。デイリーチャートでは7月20日付で最高位の14位を獲得た。
2012年7月30日付のBillboard JAPAN Hot Singles Salesで21位、Billboard JAPAN Hot Animationで9位を獲得した。また、2012年7月28日放送分のCOUNT DOWN TV内のThis Week's TOP 100は58位、2012年7月18日から7月24日調査分のRIAJ有料音楽配信チャートで66位を獲得した。

## 批評
CDジャーナルは、「軽快な旋律のストリングスと昂揚感溢れるメロディのポップチューン。」と評した。

## 収録曲
（全作詞：riya、作曲・編曲：菊地創）
1. パラダイム [5:13]
テレビアニメ『ココロコネクト』第1話-10話オープニングテーマ※初回TV放映版
2. future indications [4:19]
3. パラダイム（カラオケ）
4. future indications（カラオケ）